# Dacryodes macrophylla
Dacryodes macrophylla là một loài thực vật có hoa trong họ Burseraceae. Loài này được (Oliv.) H.J.Lam mô tả khoa học đầu tiên năm 1932.